# Ivica Vladimir
Ivica Vladimir (* 25. Januar 1965 in Metković; † 4. Mai 2016) war ein kroatischer Fußballspieler.

## Sportlicher Werdegang
Vladimir begann seine Karriere beim NK Neretva Metković in seiner Geburtsstadt. 1988 wechselte der Abwehrspieler zu NK Osijek in die höchste jugoslawische Liga. 1991 zog er nach Österreich weiter, wo er sich dem Zweitligisten Grazer AK anschloss. Hier bestritt er 22 Saisonspiele, als die Mannschaft in der Spielzeit 1991/92 als Meister der 2. Division im anschließenden mittleren Play-off den Aufstieg verpasste. Im Pokalbewerb 1991/92 scheiterte er mit der Mannschaft erst im Semifinalspiel am späteren Titelträger FK Austria Wien.
Im Sommer 1992 kam Vladimir zur SpVgg Unterhaching, mit der er am Ende der Spielzeit 1992/93 aus der 2. Bundesliga abstieg. Nach zwei Jahren in der Regionalliga Süd kehrte er mit den Münchner Vorstädtern in die Zweitklassigkeit zurück. Im Sommer 1997 zog er sich einen Kreuzbandriss zu, in dessen Folge er fast ein Jahr lang ausfiel. Hatte er sich in der Spielzeit 1996/97 als Stammspieler etabliert, blieb ihm nach der Verletzung zunächst vornehmlich die Rolle des Ergänzungsspielers. In der Spielzeit 1998/99 etablierte er sich ab Beginn des zweiten Saisondrittels als Stamminnenverteidiger, zog sich aber im weiteren Saisonverlauf erneut eine Knieverletzung zu und blieb nach dem erstmaligen Aufstieg des Klubs in die Bundesliga in der obersten deutschen Spielklasse ohne Einsatz. 2000 beendete er als Sportinvalide seine aktive Laufbahn.